# 联合国巴勒斯坦人民行使不可剥夺权利委员会
联合国巴勒斯坦人民行使不可剥夺权利委员会（英語：United Nations Committee on the Exercise of the Inalienable Rights of the Palestinian People，简称）是联合国内部专门负责处理巴勒斯坦问题的机构。
该委员会是根据联合国大会于1975年11月10日通过的第3376号决议而设立的。根据该决议，委员会被要求审议并向大会建议一项旨在使巴勒斯坦人民行使其权利的实施方案；同时，委员会也被要求通过秘书长将一份报告和建议转交给安全理事会，该建议后来遭到否决。联合国大会此后要求委员会不断评估巴勒斯坦局势，并向大会或安理会提交报告和建议，以及通过非政府组织等手段宣传委员会的建议。根据1974年11月22日联合国大会通过的第3236号决议，上述权利包括：不受外来干预的自决权利，获得国家独立和主权的权利，以及被迫流离失所的巴勒斯坦人重返家园和收回财产的权利。
巴勒斯坦人民行使不可剥夺权利委员会于1978年在联合国秘书处组建了一个辅助单位，该单位后更名为巴勒斯坦人民权利司。
此外，每年11月29日的声援巴勒斯坦人民国际日委员会均会举行特别会议。

## 成员国及观察员国
目前巴勒斯坦人民行使不可剥夺权利委员会共有24个成员国以及25个观察员。其中根据联合国大会1974年第3210和第3274号决议，以及委员会于1976年作出的决定，巴勒斯坦解放组织被邀请为观察员国参加会议。
成员国是：（按英文字母排序）阿富汗、白俄罗斯、古巴、塞浦路斯、几内亚、圭亚那、印度、印度尼西亚、老挝、马达加斯加、马来西亚、马里、马耳他、纳米比亚、尼加拉瓜、尼日利亚、巴基斯坦、塞内加尔、塞拉利昂、南非、突尼斯、土耳其、乌克兰和委内瑞拉。
观察员国及国际组织是：阿尔及利亚、孟加拉国、保加利亚、中国、厄瓜多尔、埃及、伊拉克、约旦、科威特、黎巴嫩、利比亚、毛里塔尼亚、摩洛哥、尼日尔、卡塔尔、斯里兰卡、叙利亚、阿拉伯联合酋长国、越南、也门、非洲联盟、阿拉伯国家联盟、伊斯兰会议组织和巴勒斯坦。